# Autumn Dial
Autumn Dial est une actrice américaine née le 15 mai 1990.

## Filmographie

### Cinéma
- 2011 : Footloose : l'amie d'Ariel à l'église
- 2012 : American Pie 4 : Alexa
- 2012 : Arthur Newman : Charyl
- 2013 : Last Vegas : la blonde dans la piscine
- 2014 : Premature : l'étudiante
- 2014 : Million Dollar Arm : la serveuse du PoPo
- 2015 : Secret Agency : Missy
- 2015 : Prémonitions : Emma Clancy
- 2016 : Divergente 3 : Au-delà du mur : une groupie
- 2017 : Fist Fight : Stephanie
- 2017 : No Postage Necessary : Rachel

### Télévision

#### Séries télévisées
- 2010-2013 : Vampire Diaries (3 épisodes) : Tina Fell
- 2013 : The Game (1 épisode) : la réceptionniste
- 2013 : Homeland (1 épisode) : Olivia
- 2014 : Devious Maids (2 épisodes) : Heather
- 2015 : The Inspectors (1 épisode) : Gwen
- 2015 : Sleepy Hollow (1 épisode) : Emily Kates
- 2016 : The Jury : Claire
- 2016-2017 : The Walking Dead (2 épisodes) : Amber

#### Téléfilms
- 2011 : Lolita malgré moi 2 : la karatékate
- 2011 : Level Up : une fille
- 2012 : Mon effroyable anniversaire 3 : Brynn
- 2019 : Mon fils, piégé dans un réseau d'escort boys ! (Purity Falls) : Clara
- 2021 : Vengeance sous les tropiques (Girls Getaway Gone Wrong) de Stacia Crawford : Rachel